# Yuiko Ōhara
Yuiko Ōhara (japanisch 大原 ゆい子 Ōhara Yuiko; * 5. Februar 1992 in der Präfektur Chiba) ist eine japanische Singer-Songwriterin.
Einige ihrer Stücke wurden als Titellieder von Anime-Filmen und Fernsehserien verwendet, darunter für Little Witch Academia, Das Land der Juwelen, Nicht schon wieder, Takagi-San, Hanebado! und Mushoku Tensei: Jobless Reincarnation.

## Biografie
Geboren wurde Yuiko Ōhara am 5. Februar 1992 in der Präfektur Chiba. Bereits im Alter von drei Jahren entwickelte sie Interesse für Musik, weswegen ihre Mutter sie an einer Musikschule anmeldete. In der Grundschule war sie Mitglied des Schulorchesters in der sie Violine spielte; in der Mittelschule lernte Ōhara, inspiriert von Künstlern wie Spitz und Yui, Gitarre zu spielen. Ihre Eltern wollten ursprünglich, dass ihre Tochter eine Professur an einer Universität anstrebt, unterstützten sie aber später bei ihrer Entscheidung eine Gesangsschule zu besuchen.
Ab 2012 begann sie in diversen Konzerthäusern in Tokio Konzerte zu spielen. Daneben nahm sie an diversen Musikcastings teil. So war sie im Jahr 2012 im Finale eines Castings, welches von Sony und Lotte ausgerichtet wurde. Auch erreichte sie das Finale des Miss iD-Idol-Castings von Kodansha. Im Jahr 2015 gewann Ōhara ein Casting des japanischen Labels Toho Animation Records. Als Gewinnerin durfte sie das Titellied für den Kurzfilm Little Witch Academia: The Enchanted Parade aus dem gleichnamigen Franchise einsingen. Magic Parade, so der Titel des Stückes, wurde am 7. Oktober 2015 als Major-Debütsingle veröffentlicht.
Die im Jahr 2017 veröffentlichten Singles Hoshi o Tadoreba und Tōmei na Tsubasa sind beide im Abspann der Anime-Fernsehserie Little Witch Academia zu hören. Ihre vierte Single, Kirameku Hamabe, die im Abspann der Animeserie Das Land der Juwelen zu hören ist, wurde am 6. Dezember 2017 herausgegeben.
Iwanaikedo ne, Ōharas fünfte Singleauskopplung, ist im Vorspann der ersten Staffel des Anime Nicht schon wieder, Takagi-San zu hören. Rie Takahashi, die Sprecherin des Hauptcharakters Takagi-san nahm eine Coverversion des Liedes auf, die im Abspann der zweiten Staffel zu hören ist. Mit High Stepper, der sechsten Single, ist Ōhara im Abspann der Anime-Fernsehserie Hanebado! zu hören. Im Juli des Jahres 2018 wurde Ōhara zur Botschafterin der Baseball Challenge League, einer eigenständigen Baseballliga in Japan ernannt und schrieb für das Turnier die Hymne.
Im Jahr 2019 erschienen mit Egao no Mahō und Zero Centimeters zwei weitere Singleveröffentlichungen. Im September gleichen Jahres folgte mit Hoshi ni Namae wo Tsukeru Toki die Herausgabe ihres ersten vollwertigen Studioalbums. Mit Tabibito no Uta und Only interpretiert Yuiko Ōhara sowohl das Vorspann- als auch das Abspannlied zur Anime-Fernsehserie Mushoku Tensei: Jobless Reincarnation. Beide Lieder wurden lediglich als digitale Singles veröffentlicht.

## Diskografie

### Alben
| Jahr | Titel Musiklabel                                                      | Höchstplatzierung, Gesamtwochen, AuszeichnungChartsChartplatzierungen (Jahr, Titel, Musiklabel, Platzierungen, Wochen, Auszeichnungen, Anmerkungen) | Anmerkungen |
| Jahr | Titel Musiklabel                                                      | JP | Anmerkungen |
| ---- | --------------------------------------------------------------------- | --- | --- |
| 2017 | Kirameku Hamabe (煌めく浜辺) Glittering Shore Toho Animation Records  | — | Erstveröffentlichung: 6. Dezember 2017 |
| 2019 | Hoshi ni Namae wo Tsukeru Toki Toho Animation Records                 | JP37 (2 Wo.)JP | Erstveröffentlichung: 25. September 2019 |
| 2021 | Mushoku Tensei Theme Song Collection Toho Animation Records           | JP34 (5 Wo.)JP | Erstveröffentlichung: 21. Dezember 2021 Kollektion aller Vor- und Abspanntitel zur ersten Staffel der Anime-Fernsehserie Mushoku Tensei                                    |
| 2022 | Island Memories Toho Animation Records                                | JP85 (1 Wo.)JP | Erstveröffentlichung: 13. Juli 2022 |
| 2024 | Mushoku Tensei II Ending Theme Song Collection Toho Animation Records | — | Erstveröffentlichung: 18. September 2024 Kollektion aller Vor- und Abspanntitel zur zweiten Staffel der Anime-Fernsehserie Mushoku Tensei mit Shion Wakayama und Ai Kayano |

### Singles
| Jahr | Titel Musiklabel                                | Höchstplatzierung, Gesamtwochen, AuszeichnungChartsChartplatzierungen (Jahr, Titel, Musiklabel, Platzierungen, Wochen, Auszeichnungen, Anmerkungen) | Anmerkungen |
| Jahr | Titel Musiklabel                                | JP | Anmerkungen |
| ---- | ----------------------------------------------- | --- | --- |
| 2015 | Magic Parade Toho Animation Records             | — | Erstveröffentlichung: 7. Oktober 2015 Titellied zum Anime-Kurzfilm Little Witch Academia: The Enchanted Parade                            |
| 2017 | Hoshi o Tadoreba Toho Animation Records         | JP71 (2 Wo.)JP | Erstveröffentlichung: 22. Februar 2017 Erster Abspanntitel zu Little Witch Academia                                                       |
| 2017 | Tōmei na Tsubasa Toho Animation Records         | JP80 (1 Wo.)JP | Erstveröffentlichung: 24. Mai 2017 Zweiter Abspanntitel zu Little Witch Academia                                                          |
| 2017 | Kirameku Hamabe Toho Animation Records          | JP69 (2 Wo.)JP | Erstveröffentlichung: 6. Dezember 2017 Abspanntitel zu Das Land der Juwelen                                                               |
| 2018 | Iwanaikedo ne. Toho Animation Records           | JP43 (7 Wo.)JP | Erstveröffentlichung: 14. Februar 2018 Vorspanntitel zur ersten Staffel der Anime-Fernsehserie Nicht schon wieder, Takagi-San             |
| 2018 | High Stepper Toho Animation Records             | JP61 (2 Wo.)JP | Erstveröffentlichung: 15. August 2018 Abspanntitel zum Anime Hanebado!                                                                    |
| 2019 | Egao no Mahō Toho Animation Records             | — | Erstveröffentlichung: 24. April 2019 Vorspanntitel zum Anime Hanakappa                                                                    |
| 2019 | Zero Centimeter Toho Animation Records          | JP55 (6 Wo.)JP | Erstveröffentlichung: 17. Juli 2019 Vorspanntitel zur zweiten Staffel der Anime-Fernsehserie Nicht schon wieder, Takagi-San               |
| 2021 | Tabibito no Uta Toho Animation Records          | — | Erstveröffentlichung: 11. Januar 2021 (digital) Vorspanntitel zur Anime-Fernsehserie Mushoku Tensei: Jobless Reincarnation                |
| 2021 | Only Toho Animation Records                     | — | Erstveröffentlichung: 18. Januar 2021 (digital) Abspanntitel zur Anime-Fernsehserie Mushoku Tensei: Jobless Reincarnation                 |
| 2021 | Mezame no Uta Toho Animation Records            | — | Erstveröffentlichung: 15. März 2021 (digital) Vorspanntitel zur Anime-Fernsehserie Mushoku Tensei: Jobless Reincarnation                  |
| 2021 | Itsu datte Survival! Toho Animation Records     | — | Erstveröffentlichung: 8. August 2021 (digital) Titellied zum Anime-Kurzfilm Shinkai no Survival!                                          |
| 2021 | Kaze to Yuku Michi Toho Animation Records       | — | Erstveröffentlichung: 3. Oktober 2021 (digital) Abspanntitel zur Anime-Fernsehserie Mushoku Tensei: Jobless Reincarnation                 |
| 2021 | Keishou no Uta Toho Animation Records           | — | Erstveröffentlichung: 18. Oktober 2021 (digital) Vorspanntitel zur Anime-Fernsehserie Mushoku Tensei: Jobless Reincarnation               |
| 2021 | Inori no Uta Toho Animation Records             | — | Erstveröffentlichung: 1. November 2021 (digital) Vorspanntitel zur Anime-Fernsehserie Mushoku Tensei: Jobless Reincarnation               |
| 2021 | Tooku no Komori no Uta Toho Animation Records   | — | Erstveröffentlichung: 22. November 2021 (digital) Vorspanntitel zur Anime-Fernsehserie Mushoku Tensei: Jobless Reincarnation              |
| 2021 | Tabibito no Uta ~Kikyou~ Toho Animation Records | — | Erstveröffentlichung: 13. Dezember 2021 (digital) Vorspanntitel zur Anime-Fernsehserie Mushoku Tensei: Jobless Reincarnation              |
| 2021 | Massugu Toho Animation Records                  | — | Erstveröffentlichung: 27. Dezember 2021 (digital) Vorspanntitel zur dritten Staffel der Anime-Fernsehserie Nicht schon wieder, Takagi-San |